# Rosněfť
Rosněfť (rusky Роснефть) je největší ruská ropná společnost založená v roce 1993. Zabývá se především těžbou ropy a zemního plynu a také výrobou ropných a petrochemických produktů. Firma o sobě uvádí, že je největším daňovým poplatníkem v Ruské federaci s podílem 6 % na světové produkci a 40 % na ruské produkci ropy. Provozuje 13 velkých ropných rafinérií v Ruské federaci a drží 35 % podíl na ruském zpracovatelském trhu.

## Historie
Firma byla založena v roce 1993 jako státní podník, který byl pověřen správou ropných a plynárenských aktiv, která zůstala ve vlastnictví státu. V září 1995 byla transformována v akciovou společnost Rosněfť Oil Company . Ke konci roku 1995 činil objem produkce ropy a kapalných uhlovodíků 12,7 mil. tun ročně.
Dne 30. srpna 2011 podepsala s Rosněfť s firmou ExxonMobil dohodou o strategické spolupráci. Díky ní měl Rosněfť mít možnost těžit v Mexickém zálivu, obě firmy pak společně investovaly do rozvoje nalezišť ropy v arktické části Ruska. Tato spolupráce však byla koncem února ze strany ExxonMobilu jednostranně ukončena, přičemž americký koncern odepsal zhruba 200 milionů dolarů.
Společnost Rosněft dosáhla od ledna do září 2021 čistý zisk 696 miliard rublů (214 miliard Kč), což je historický rekord.

## Vlastníci
Společnost je vlastněná z 50 % ruskou vládou, ze zbývajících 50 % jinými i zahraničními akcionáři (např. britský koncern British Petroleum vlastní 7 % akcií, čínská společnost CEFC 14 %).

## Vedení společnosti
29. září 2017 byla nově ustavena dozorčí rada Rosněftu. Ruská vláda do ní nominovala bývalého německého kancléře Gerharda Schrödera, který byl posléze zvolen předsedou dozorčí rady. Za tuto svoji funkci byl Schröder v Německu ostře kritizován, což se vystupňovalo po ruské invazi na Ukrajinu v únoru 2022. Funkce ve firmě se vzdal Schröder až 20. května, den po rozhodnutí rozpočtového výboru Spolkového sněmu odebrat mu peníze na kancelář, na kterou měl mít jako bývalý kancléř nárok. V dozorčí radě byli Schröderovými zástupci Putinův blízký spolupracovník 
a bývalý místopředseda ruské vlády Igor Sečin spolu s bývalým důstojníkem Stasi a výkonným ředitelem firmy Nord Stream AG Matthiasem Warnigem.

## Dopad ruské invaze na Ukrajinu
V reakci na ruskou invazi na Ukrajinu oznámila britská ropná firma BP koncem února 2022, že se rozhodla ukončit dlouholetou spolupráci a že se zbaví svého podílu 19,75 % akcií v Rosněfti, které držela od roku 2013. Transakce si měla vyžádat náklady až 25 miliard dolarů. BP dále oznámila, že její zástupci Bernard Looney a Bob Dudley odstoupili ze správní rady Rosněftu.

### Útoky na rafinerie
V souvislosti se zvýšením kapacity výroby a doletu bezpilotních letadel provádí ukrajinská strana nálety na ruské rafinerie, a to i na objekty vzdálené stovky kilometrů od hranic Ukrajiny. Systematická kampaň, která je intenzivní zejména od počátku roku 2024, vedla k požárům i v řadě závodů Rosněfti.

#### Novokujbyševsk
V noci z 15. na 16. března 2024 se podle samarského guvernéra Dmitrije Azarova podařilo útok dronů ruské protiletecké obraně odvrátit. Ale v noci z 22. na 23. března 2024 došlo v důsledku dalšího útoku dronů k požáru. Podle ruské zpravodajské agentury Interfax gubernátor Azarov uvedl, že vzplála primární kolona na rafinaci ropy. 

#### Rjazaň
Ropná rafinerie v Rjazani je podle agentury Reuters sedmou největší v Rusku. Její roční výroba představuje 8 % ruské produkce leteckého paliva, 6,4 % benzínu, 4,1 % nafty a 7,7 % topného oleje. Ukrajinské bezpilotní letouny podnikly 13. března 2024 úspěšný nálet na rafinerii. Útok a následný požár rafinerie, která ročně zpracuje asi 12,7 milionu tun ropy, potvrdil rjazaňský gubernátor Pavel Malkov.

#### Syzraň
V noci z 15. na 16. březnu 2024 vypukl v syzraňské rafinérii rozsáhly požár, který podle samarského guvernéra Dmitrije Azarova byl způsoben útokem ukrajinských bezpilotních letadel. Závod přitom leží téměř devět set kilometrů od Ukrajinou kontrolovaného území.

#### Tuapse
V noci z 27. na 28. února 2023 došlo k útoku bezpilotních letounů na areál ropného skladiště ve Tuapse, v důsledku čehož vypukl požár.
Další útok ukrajinských dronů ze 25. ledna 2024 vedl k masivnímu požáru rafinérie. Podle agentury Reuters jde o jedinou velkou ropnou rafinérií v Rusku, která se nachází na pobřeží Černého moře, přičemž kapacita závodu činila asi 240 tisíc barelů denně. Zpráva amerického Institutu pro studium války z 16. března 2024 s odvoláním na deník Kommersant uvádí, že Rosněfť doposud neobnovila provoz v rafinérii, což naznačuje, že útok pravděpodobně zařízení významně poškodil.